# Prónay Sándor-díj

## Alapító
Magyarországi Evangélikus Egyház, Országos Presbitérium.

## A díj odaítélése
A díjat azok a magyar és külföldi, világi személyek kaphatják, akik kiemelkedő szellemi vagy anyagi támogatással állnak a Magyarországi Evangélikus Egyház mellett. A világi mecénások tartozhatnak más felekezethez is.
A díjnak két fokozata van: a díj és az emlékplakett.
- A Prónay Sándor-díj (kisplasztika) évente egy alkalommal egy személynek ítélhető oda.
- A Prónay Sándor emlékplakett ajándékba adható, azzal a megkötéssel, hogy évente az országos elnökség 5, a kerületi elnökségek szintén 5-5 emlékplakettet ajándékozhatnak arra érdemeseknek.

A díjakat hét tagú kuratórium ítéli oda.
A díj odaítélésére ajánlást bárki tehet, az ajánlásokra való felhívást az egyházi sajtóban minden év február 28. napjáig közzéteszik.
A díjakkal kitüntetett személyek neve, valamint az emlékplakettel megajándékozott személyek neve az Evangélikus Közlönyben megjelenik.

## A díj leírása
- A kisplasztika teste szálracsiszolt krómacél négyzet, mely feketére pácolt tölgyfa talapzatra állítva jelenik meg. Az előlapján Prónay Sándorról készült grafika vésett képe látható, hátoldalán Luther-rózsa szintén vésett technikával. Alkotó: ifj. Szlávics László
- Az emlékplakett a kisplasztikához hasonlóan krómacélból készül. A négyzet alakú plakett, fekete tokban kerül átadásra. Előlapján Prónay Sándorról készült grafika vésett képe látható, hátoldalán Luther-rózsa szintén vésett technikával. Alkotó: ifj. Szlávics László

## A Prónay Sándor-díj díjazottjai
- 2008: A soproni líceum
- 2009: Kaláka együttes
- 2010: Boleratzky Lóránd
- 2011: Polgár Rózsa
- 2012: Benczúr László
- 2013: Dr. Cserháti Péter
- 2014: Sztruhár András
- 2015: Gadó Pál, Gadó Pálné
- 2016: Krähling János
- 2017: Gyapay Gábor, Kiss János, Radvánszky Albert, Sulyok Imre, Vladár Gábor, Weltler Jenő, (posztumusz díjak)
- 2018: Szála Erzsébet
- 2019: Bencze Gábor
- 2020: Thurnay Béla
- 2021: Nagy Panka

## Külső hivatkozások
- Szabályrendelet az Ordass Lajos-díjról és a Prónay Sándor-díjról
- Pályázati kiírás Prónay Sándor-díj tervezésére
- A pályázat eredményhirdetése